# Tramlijn KMx (Kortrijk)
Tramlijn KMx was een elektrische tramlijn in en rond de Belgische stad Kortrijk met eindhalte in Mont-à-Leux. Ze verbond het centrum van de stad met de Doorniksewijk, de Blauwe Poort, Hoog Kortrijk, Bellegem, Rollegem en ging vervolgens verder naar Moeskroen. De tramlijn reed haar laatste rit op 25 mei 1963. Hierna werd de lijn vervangen door verschillende stadslijnen (onder meer stadslijnen 1, 12 en 13) en streeklijnen (onder meer streeklijn 16). Tevens worden hier de versterkingslijn MMx en tramlijn MP beschreven.

## Geschiedenis

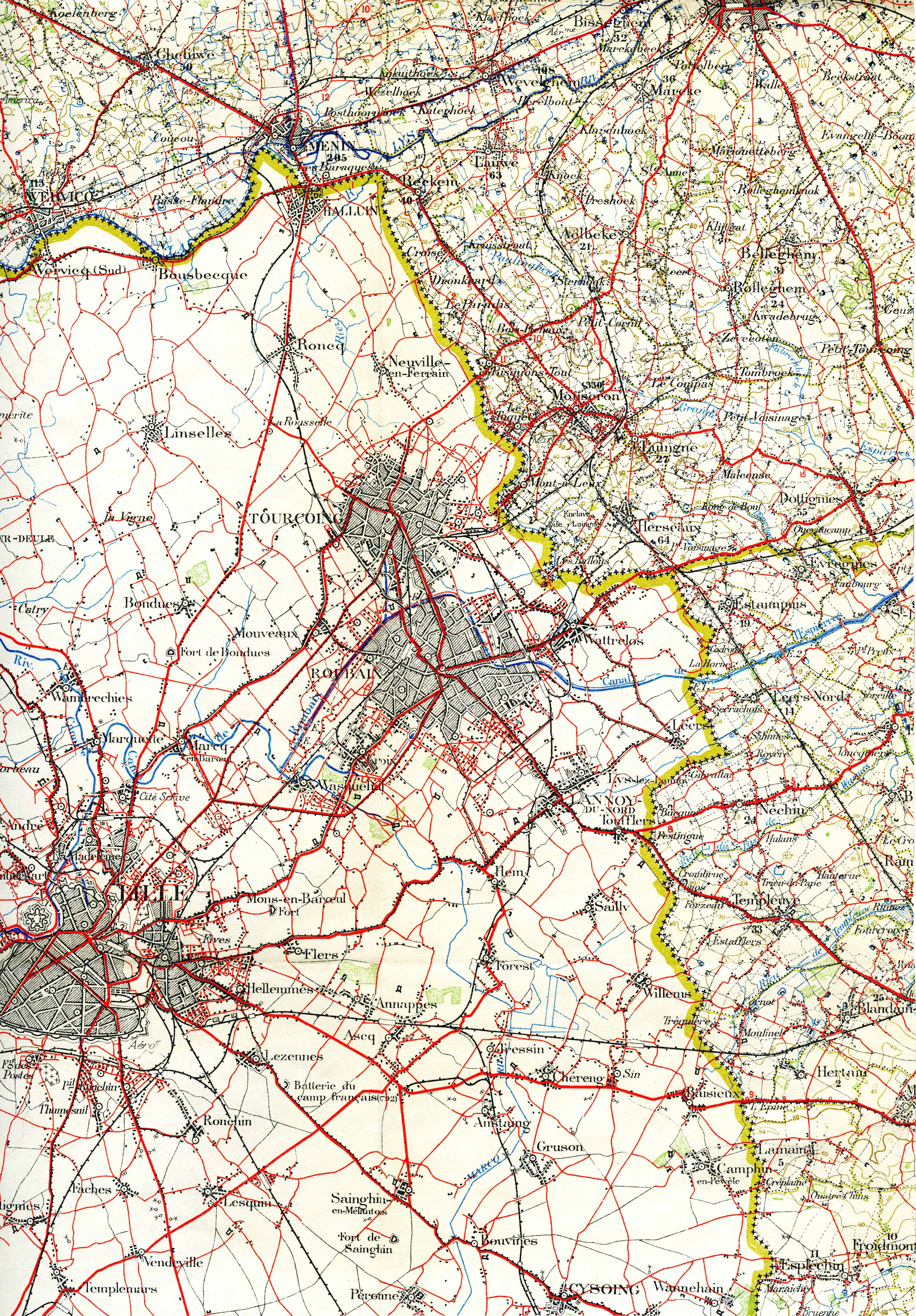
1922 kaart van Rijsel en Kortrijk waar de buurtspoorlijn routes te zien zijn. Dit is voor de elektrificatie.

Vanaf 1892 werd in en rond Kortrijk/Moeskroen/Menen een buurtspoorwegennet aangelegd. Dit openbaar vervoersnetwerk werd uitgebaat door de pachter "SA Intercommunale de Courtrai" en verbond de verschillende stadswijken in Kortrijk met de nabijgelegen dorpen en gemeenten. In 1927 nam de NMVB (Nationale Maatschappij van Buurtspoorwegen) de exploitatie van de pachter over en ging de stads- en streeklijnen rond Kortrijk, Moeskroen en Menen elektrificeren.
De tramlijn van Kortrijk naar Mont-a-Leux werd in drie fases als stoomtramlijn geopend:
- 8 augustus 1900: Moeskroen (station - Christ) als deeltraject van Moeskroen - Menen.
- 15 juni 1902: Kortrijk - Moeskroen (station)
- 24 mei 1906: Moeskroen (Christ) - Mont-a-Leux

De elektrificatie werd in twee fases uitgevoerd:
- 3 juli 1932: Moeskroen (station - Christ) - Mont-a-Leux als onderdeel van de elektrificatie Moeskroen - Menen (Tramlijn MM)
- 25 mei 1939: Kortrijk - Moeskroen (station)

## Traject
Lijn KMx verbond het centrum van Kortrijk met de drukbevolkte Doorniksewijk en het toen nog vrij landelijke Hoog Kortrijk en vervolgens met Bellegem, Moeskroen en Mont-à-Leux. Het traject vertrok aan de Doorniksepoort waar zich de eindhalte 'Parc St Georges' bevond (dit terminusgebouwtje bestaat op heden nog steeds). Vervolgens liep het traject doorheen de Doorniksewijk, langs Sint-Rochus via het Kanon en de Blauwe Poort naar Hoog Kortrijk (watertoren). De tram reed aan de westzijde van de hoofdweg naar Doornik. Van hieruit reed de tram verder, grotendeels via een eigen baan, naar Bellegem, Rollegem, Tombroek en Moeskroen om in Mont-à-Leux te eindigen. (Na de opbraak van de sporen, zijn veel trajecten naar een weg omgebouwd.) In Moeskroen reed de tram in de heenrichting tot de Markt langs de Stationstraat en langs de Metropole in de retourrichting. (Zie: Kortrijk Moeskroen ) Tussen Moeskroen station en Mont-à-Leux reed de versterkingslijn MMx. Daarnaast reed ook de tramlijn MP (Moeskroen station - De Plank), die tot "La Marière" gemeenschappelijk was met de KMx tramlijn. Er reden dus drie tramlijnen door het centrum van Moeskroen. Het KMx traject werd later verbust en wordt grotendeels door de huidige buslijn 16 aangedaan (eindhalte is nu Station Moeskroen). Deze tramlijn beschikte over twee tramremises; een bij de Menenpoort in Kortrijk en een in Moeskroen (Barrylaan).

## Toekomst
Binnen het kader van een betere en duurzame mobiliteit in en rond de stad Kortrijk worden momenteel de mogelijkheden onderzocht om een betere verbinding tussen de Kortrijkse binnenstad en de sterke ontwikkelingspool Hoog Kortrijk te realiseren. De piste van een tram, die mogelijk een deel van de voormalige tramlijn KMx terug zou opnemen, wordt hierbij ook onderzocht.

## Trivia

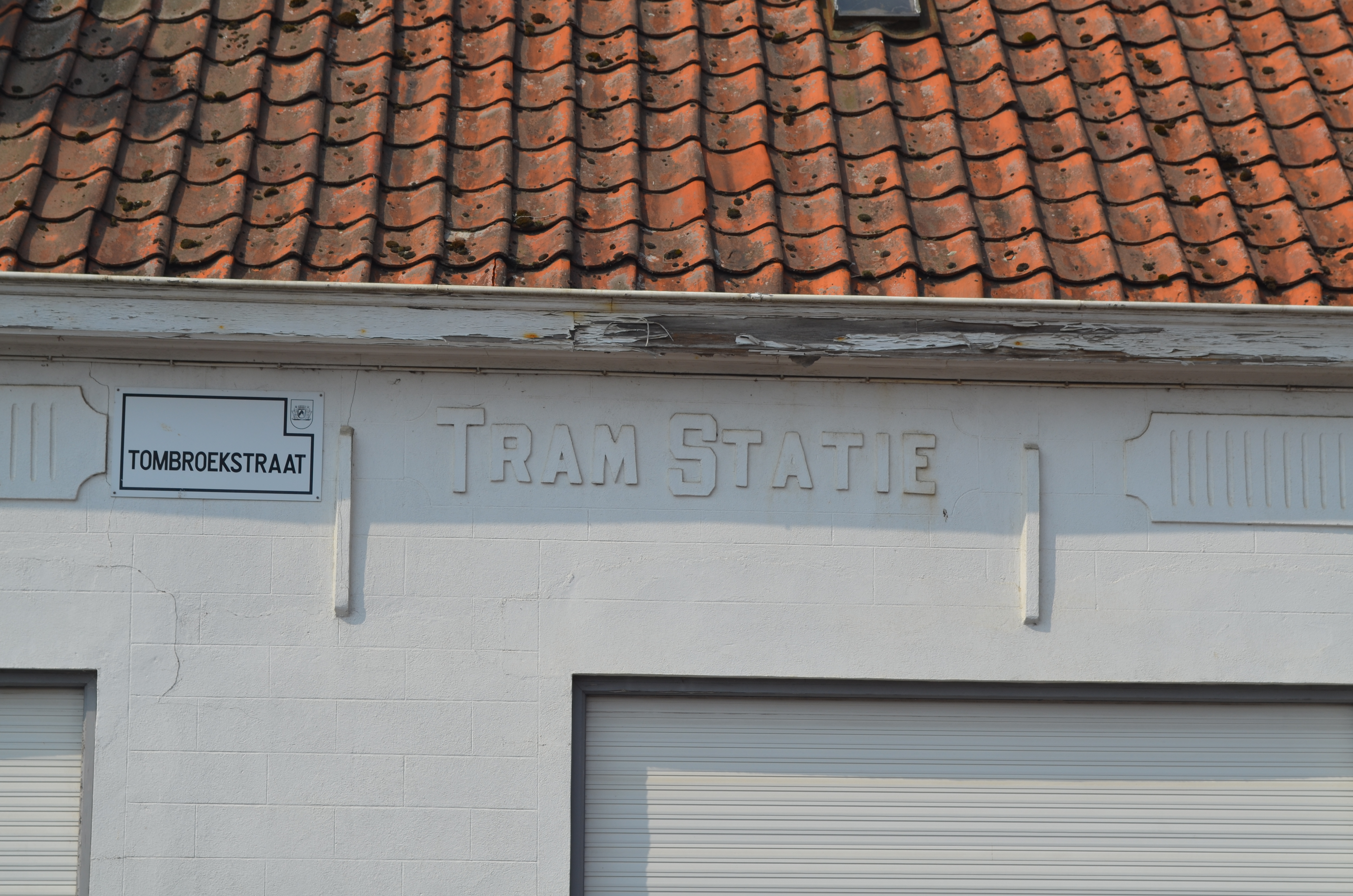
Gebouw van de halte gelegen in de Tombroekstraat in Rollegem.

Langsheen het traject van de tramlijn KMx zijn nu nog steeds getuigen van deze voormalige tramlijn terug te vinden. Zo bevindt zich in de Doorniksewijk, ter hoogte van het Sint-Jorispark, nog steeds een Aubette, een schuilhuisje waar men aan een loket ook pakjes kon meegeven.